# Постельный, Максим Валентинович
Макси́м Валенти́нович Посте́льный (род. 1 мая 1972 года, Волгоград, РСФСР) — российский музыкант, являющийся клавишником, бэк-вокалистом, композитором и аранжировщиком группы «Plazma» (в 1990-х называлась «Slow Motion»), принявший участие в записи всех релизов группы.

## Биография
Максим Постельный родился 1 мая 1972 года в Волгограде, РСФСР. Музыкой Максим занимался с детства и ходил в музыкальную школу в класс фортепиано. Закончив музыкальную школу, поступил в Училище искусств. Состоял при Доме учителя Кировского района в музыкальном коллективе клавишником под руководством Андрея Трясучева, являвшимся автором всего материала. Коллектив вскоре распался, что открыло перед Максимом перспективу работать в паре с Романом Черницыным. Написав первую мелодию «Take My Love» и аранжировав её, Максим продемонстрировал своё мастерство аранжировки. В дальнейшем исключительно все мелодии к текстам Романа Черницына сочинял Максим.
В начале 2009 года Максим снялся в короткометражном фильме режиссёра Александра Гриценко «Коньяк», в котором сыграл практически самого себя — успешного и романтичного парня.
В 2010 году Максим, совместно с партнёром по группе, Романом Черницыным, принял участие в программе «Богатые и знаменитые», в ходе которой рассказал о записи нового альбома и планах выпуска нового сингла с видеоклипом на него.
В 2011 году Максим Постельный снялся в роли гитариста в видеоклипе Доминика Джокера, Raf’a и Killa Voice на их совместную песню «Захочешь».

## Факты
- Музыкальные кумиры: A-ha, Keane, Massive Attack, Faithless, Бьорк, Depeche Mode[4].
- Максим увлекается керамикой, скалодромом, а также боевым искусством Бартитсу[4].
- Любимые места: Волгоград, Суздаль, Лондон[4].

## Видеоклипы
Снялся во всех клипах группы Plazma.
Гостевое участие
- 2010 — P.F.F. — «Сердце моё»
- 2011 — Доминик Джокер feat. Raf & Killa Voice — «Захочешь»
- 2011 — 77 °F.M. — «Я люблю»

## Фильмография
- 2009 — «Коньяк» (короткометражный)